# Mongolië op de Olympische Winterspelen 2002
Tijdens de Olympische Winterspelen van 2002, die in Salt Lake City (Verenigde Staten) werden gehouden, nam Mongolië voor de tiende keer deel.

## Deelnemers en resultaten
(m) = mannen, (v) = vrouwen 

### Langlaufen
| Olympiër                | Discipline                  | Resultaat | Prestatie                                                       |
| ----------------------- | --------------------------- | --------- | --------------------------------------------------------------- |
| Jargalyn Erdenetülkhüür | 15 km klassiek (m)          | 63e       | 45.54,7 (+8.47,3)                                               |
| Davaagiin Enkhee        | achtervolging 5 km+5 km (v) | 68e       | niet geplaatst vrije stijl (klassiek:17.20,3 + vrije stijl:dnq) |

### Shorttrack
| Olympiër                 | Discipline | Resultaat | Prestatie                |
| ------------------------ | ---------- | --------- | ------------------------ |
| Ganbatyn Jargalanchuluun | 500 m (m)  | 29e       | dnq, vr 4 (4e): 52,225   |
| Battulgyn Oktyabri       | 1000 m (m) | 28e       | dnq, vr 6 (4e): 1.47,213 |

Amerikaanse Maagdeneilanden · Andorra · Argentinië · Armenië · Australië · Azerbeidzjan · België · Bermuda · Bosnië en Herzegovina · Brazilië · Bulgarije · Canada · Chili · China · Chinees Taipei · Costa Rica · Cyprus · Denemarken · Duitsland · Estland · Fiji · Finland · Frankrijk · Georgië · Griekenland · Groot-Brittannië · Hongarije · Hongkong · Ierland · IJsland · India · Iran · Israël · Italië · Jamaica · Japan · Joegoslavië · Kameroen · Kazachstan · Kenia · Kirgizië · Kroatië · Letland · Libanon · Liechtenstein · Litouwen · Macedonië · Mexico · Moldavië · Monaco · Mongolië · Nederland · Nepal · Nieuw-Zeeland · Noorwegen · Oekraïne · Oezbekistan · Oostenrijk · Polen · Roemenië · Rusland · San Marino · Slovenië · Slowakije · Spanje · Tadzjikistan · Thailand · Trinidad en Tobago · Tsjechië · Turkije · Venezuela · Verenigde Staten · Wit-Rusland · Zuid-Afrika · Zuid-Korea · Zweden · Zwitserland

Uitgesloten van deelname: Puerto Rico